# Degenerazione di Zenker
La degenerazione di Zenker è una grave degenerazione ialina o necrosi dei muscoli scheletrici che avviene nelle malattie infettive acute.
La condizione prende il nome da Friedrich Albert von Zenker.
Si tratta di una degenerazione ialina dei muscoli scheletrici come retto addominale e del diaframma e si verifica nei casi di tossiemia grave come la febbre tifoide.
Grossolanamente i muscoli appaiono pallidi e friabili; al microscopio, le fibre muscolari sono gonfie, hanno una perdita di striature trasversali e mostrano un aspetto ialino. Piccole emorragie possono complicare la lesione.